# Volo Emirates 407
Il volo Emirates 407 era un collegamento passeggeri di linea internazionale da Melbourne, Australia, a Dubai, Emirati Arabi Uniti, operato da Emirates utilizzando un Airbus A340-500. Il 20 marzo 2009, l'aereo non riuscì a decollare correttamente dall'aeroporto di Melbourne e dopo un tailstrike oltrepassò la pista e colpì diverse strutture prima di riuscire a salire abbastanza per poter tornare indietro ad effettuare un atterraggio di emergenza. Sebbene non ci fossero state vittime o feriti, i danni al velivolo furono così gravi da poter classificare l'evento come "incidente" dall'ufficio australiano per la sicurezza dei trasporti. Fu descritto come "il fatto più vicino a una grande catastrofe aerea mai successo in Australia" da parte dei funzionari dell'aviazione.

## L'incidente
La corsa per il decollo iniziò a Melbourne alle 22:30 sulla pista 16, lunga 3 657 metri (11 998 ft). Il comandante ordinò al primo ufficiale di cominciare a salire 1 043 m (3 422 ft) prima della fine, ad una velocità di 150 nodi (280 km/h). L'aereo cominciò la manovra, ma non riuscì a lasciare il terreno; la sezione di coda colpì e continuò a raschiare lungo la pista. Il comandante prese i comandi e applicò la massima spinta a tutti e quattro i motori portando le manette fino a fondo corsa, raggiungendo la posizione "TOGA" (Take-off /Go-around). Dopo averla percorsa per intero, il velivolo riuscì a lasciare il suolo solo dopo 148 m (486 ft) oltre la fine della pista. Il comandante in seguito disse "Pensavo che saremmo morti. Ci siamo andati vicini".
Dopo aver colpito una luce stroboscopica, la salita continuò con difficoltà. A 350 m (1 148 ft) oltre la fine della pista, il carrello di atterraggio colpì e danneggiò alcune antenne di localizzazione alte 1,8 metri (6 ft). A 500 m (1 640 ft), l'aereo mancò di poco la recinzione perimetrale dell'aeroporto alta 2,24 metri (7 ft).
Il velivolo riuscì infine a raggiungere un'altitudine sicura sopra la baia di Port Philip. A questo punto, il primo ufficiale revisionò i calcoli sulle prestazioni di decollo tramite la sua borsa elettronica di volo e scoprì di aver sottovalutato il peso dell'aeromobile di ben 100 tonnellate (262,9 tonnellate anziché 362,9). Fu quindi applicata una temperatura di flessione errata, che comportò una spinta del motore inferiore al necessario e di conseguenza un'accelerazione e una velocità insufficienti.
I piloti finirono le procedure di scarico del carburante sulla baia alle 23:27 e ricevettero una segnalazione di fumo in cabina. Di conseguenza chiesero un atterraggio immediato, che l'ATC concesse, e tornarono all'aeroporto alle 23:36 senza ulteriori incidenti.

## Danni e riparazione dell'aereo

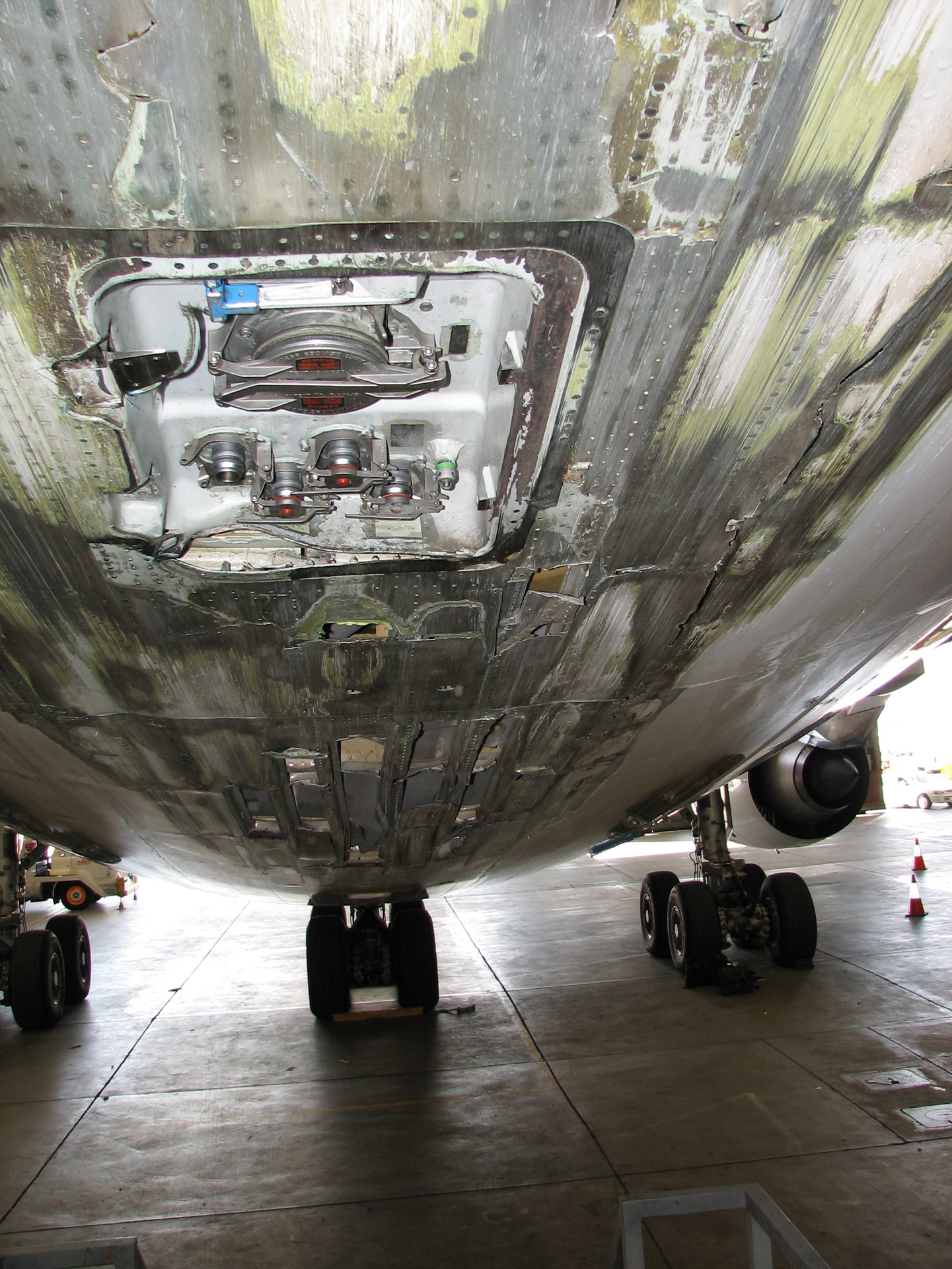
I danni alla parte posteriore della fusoliera dell'aereo

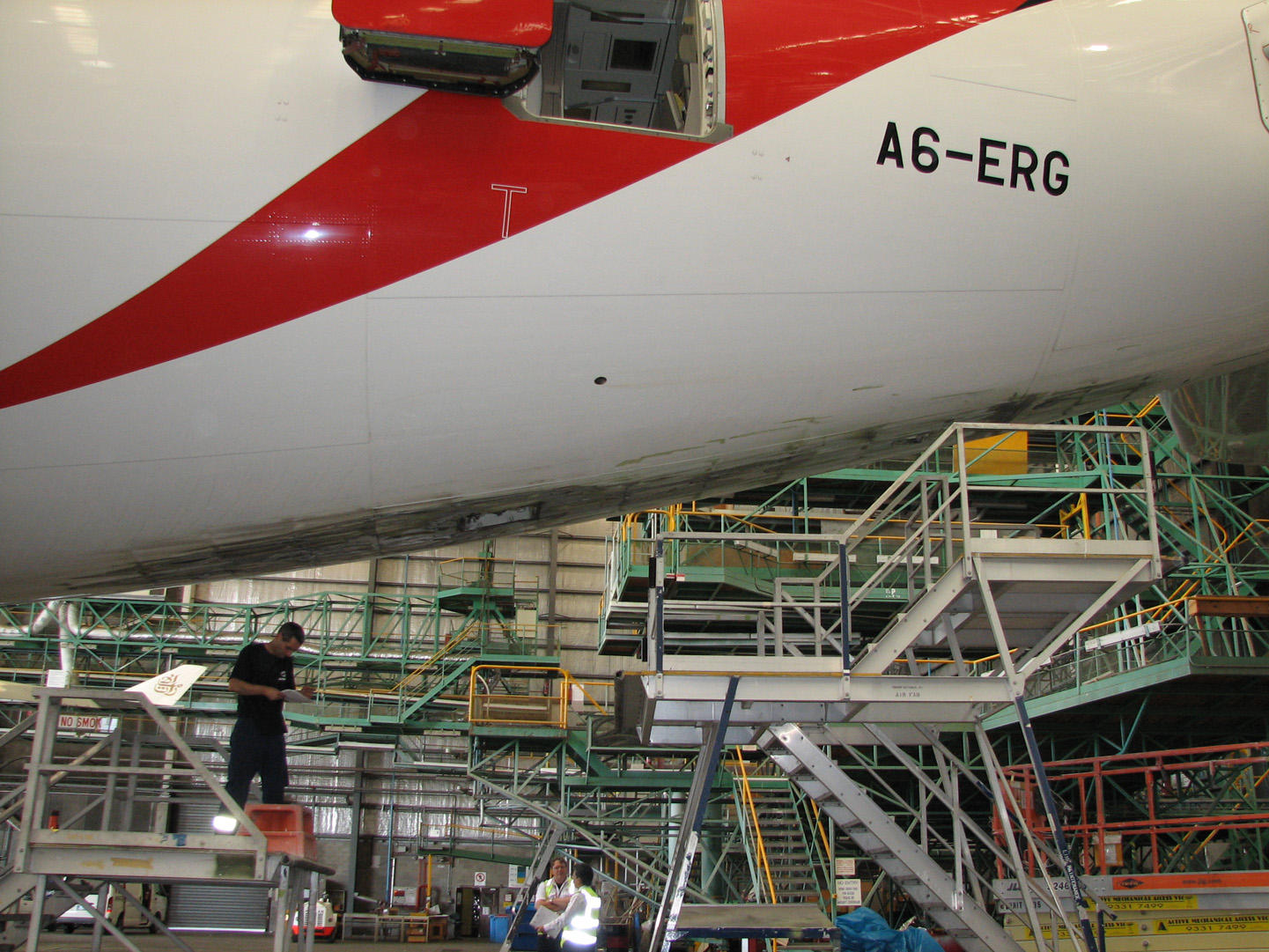
I danni visti da un'altra prospettiva

Pur essendoci una protezione per i tailstrike nell'Airbus 340-500, la paratia posteriore e la struttura sottostante furono gravemente danneggiate quando la coda colpì la pista con una forza considerevole durante il decollo. L'aereo subì anche gravi danni alla parte inferiore della fusoliera mentre raschiava la pista, una grande superficie fu completamente spogliata del suo strato esterno. Durante l'indagine, si scoprì che il jet aveva subito almeno uno ma forse due o più tailstrike durante i precedenti decolli, anche a causa della sua considerevole lunghezza (67,90 m).
Il velivolo non si distrusse completamente e fu inviato per la riparazione ad Airbus, effettuando un volo senza pressurizzazione a bassa quota (12 000 piedi (3 700 m)) per evitare sollecitazioni eccessive alle paratie. Partì da Melbourne, fece scalo a Perth, Singapore, Dubai e Il Cairo e raggiunse Tolosa il 19 giugno 2009.
L'aeromobile effettuò il suo primo volo post-manutenzione il 1º dicembre 2009 come volo EK424 e rimase in servizio operando voli internazionali di corto e medio raggio da Dubai, fino a quando non fu ritirato dal servizio nell'ottobre 2014. Fu demolito più tardi quell'anno.

## L'equipaggio
Dopo essere stati interrogati dagli investigatori, i due piloti tornarono a Dubai. Al comandante e al primo ufficiale furono chieste le dimissioni da parte di Emirates; entrambi le diedero.
Il comandante del volo 407 aveva dormito solo sei ore nelle ventiquattro prima dell'incidente, mentre il primo ufficiale otto. Il comandante aveva effettuato novantanove ore di volo durante il mese precedente, un'ora in meno delle massime cento consentite da Emirates, mentre il primo ufficiale novanta.

## Le indagini
L'indagine fu condotta dall'Australian Transport Safety Bureau (ATSB). Fondamentale nelle indagini fu il modo in cui il primo ufficiale arrivò al risultato del peso dell'aereo, il perché i piloti non si accorsero di quell'errore prima del decollo e il perché non si resero conto che l'accelerazione era molto più lenta del previsto, arrivando a coprire quasi del tutto i tre chilometri della pista.
Furono inoltre condotti studi che dimostrarono che l'equipaggio potrebbe aver avuto difficoltà a riconoscere l'immissione di dati errati nei computer dell'aereo. L'ATSB emise una raccomandazione di sicurezza alla Federal Aviation Administration degli Stati Uniti e un avviso di sicurezza alla International Air Transport Association e alla Flight Safety Foundation. Inoltre Airbus cominciò lo sviluppo di un software in grado di aiutare i piloti a riconoscere prestazioni insolite o scarse al decollo.
Nell'ottobre 2011, l'ATSB pubblicò i risultati delle indagini sull'incidente. L'errore umano fu indicato come causa dell'accaduto e fu richiesto lo sviluppo di aiuti tecnologici per avvisare i piloti di un inserimento errato dei dati o di una velocità di decollo insufficiente.
In risposta all'incidente, Emirates riesaminò le sue procedure pre-volo, imponendo la duplicazione dei computer portatili utilizzati per la pianificazione, in modo da garantire una doppia immissione dei dati. Airbus aggiornò il suo software introducendo la rilevazione di dati errati. Nell'ottobre 2011, annunciò l'intenzione di includere un programma software per calcolare la lunghezza richiesta della pista.

## Eventi simili
- Il 22 maggio 2015, un volo cargo Air France operato da un Boeing 777 da Parigi a Città del Messico, fu coinvolto in un incidente quando il comandante e il primo ufficiale inserirono in modo indipendente un valore di peso errato di 243 tonnellate anziché 343 nella loro borsa elettronica di volo. I dati sulle prestazioni calcolati in modo erroneo furono poi inseriti nel sistema di gestione di volo. Quando l'aeromobile non riuscì a decollare alla velocità calcolata, fu applicata la potenza massima (TOGA); l'aereo decollò e continuò senza ulteriori problemi fino a destinazione. Il sistema automatico di prevenzione del tailstrike si attivò per impedire che l'inclinazione aumentasse a un livello tale da provocare danni alla coda.[12]
- Il 15 settembre 2015, il volo 778 di Qatar Airways, operato da Boeing 777-300ER registrato A7-BAC, colpì diverse luci di avvicinamento immediatamente dopo il decollo da Miami in direzione Doha, aprendo uno squarcio di 46 centimetri nella fusoliera dietro lo sportello posteriore di carico. Il volo proseguì senza incidenti per il resto della durata del volo di 13,5 ore. I piloti iniziarono la corsa di decollo dall'intersezione T1 della pista 09, usando solo 2 600 m (8 500 ft) dei 3 968 m (13 018 ft) di lunghezza della pista, dopo aver letto male le informazioni della loro borsa elettronica di volo.[13][14]
- Il 21 luglio 2017, un Boeing 737 della Sunwing con sei membri dell'equipaggio e 179 passeggeri a bordo, colpì una luce di avvicinamento alla pista subito dopo il decollo da Belfast, all'inizio del suo volo per Corfù. I piloti avevano inserito una temperatura dell'aria esterna errata nel computer di gestione di volo, che gli fece usare un'impostazione di spinta inferiore a quella richiesta (81% N1, anziché 93%).[15]